# Marra (Corniglio)
Marra è una piccola frazione del comune di Corniglio, in provincia di Parma.
La frazione dista 4,30 km dal capoluogo.

## Geografia fisica
La località, posta a un'altitudine di 852 m s.l.m. ai piedi dei monti Caraino e Madone, sorge sulla sinistra orografica del torrente Parma.

## Storia
Il borgo di Marra fu fondato in epoca medievale, forse già nel IX secolo, quando vi sarebbe stato edificato un convento con annesso ospizio dipendente dal monastero di Berceto, allo scopo di accogliere i pellegrini diretti alla vicina via Francigena. La più antica testimonianza certa della sua esistenza risale però soltanto al 1230, quando la cappella di Marra fu citata nel Capitulum seu Rotulus Decimarum della diocesi di Parma tra le dipendenze della pieve di Corniglio.
Agli inizi del XV secolo la zona di Marra apparteneva al Comune di Parma, ma nel 1441 fu alienata, unitamente al feudo di Berceto e alle terre di Bosco e Graiana, dal duca di Milano Filippo Maria Visconti al conte Pier Maria II de' Rossi, con un contratto di vendita stipulato il 3 luglio di quello stesso anno dal consigliere ducale Corradino de' Capitani.
Nel 1482, durante la guerra dei Rossi, il territorio di Marra fu inserito nell'elenco dei feudi rossiani già appartenuti al Comune di Parma e destinati a essergli restituiti al termine del conflitto per volere del duca di Milano Ludovico il Moro.
Nel 1521 Filippo Maria de' Rossi, nipote di Pier Maria, riuscì a rientrare in possesso del castello di Corniglio e di tutte le sue pertinenze e nel 1532 Marra fu nominata nel consiglio generale dei Rossi tra i suoi possedimenti, insieme a Corniglio, Bosco, Beduzzo, Graiana, Pugnetolo e Roccaferrara.
Il dominio dei Rossi su Corniglio e sulle terre annesse terminò nel 1593, quando l'ultimo erede Filippo Maria il giovane fu imprigionato alla Rocchetta di Parma e l'anno seguente i suoi beni furono assorbiti dalla Camera ducale di Parma. Proprio in quel periodo il borgo di Marra, noto all'epoca come Terra di Mare, risultava molto popoloso, come testimoniato da Bonaventura Angeli nella sua Historia della città di Parma, et la descrittione del fiume Parma.
Nel 1920 a valle del piccolo centro abitato fu costruita una centrale idroelettrica, all'epoca gestita dalla Compagnia Imprese Elettriche LIguri (CIELI).

## Monumenti e luoghi d'interesse

### Chiesa di San Benedetto

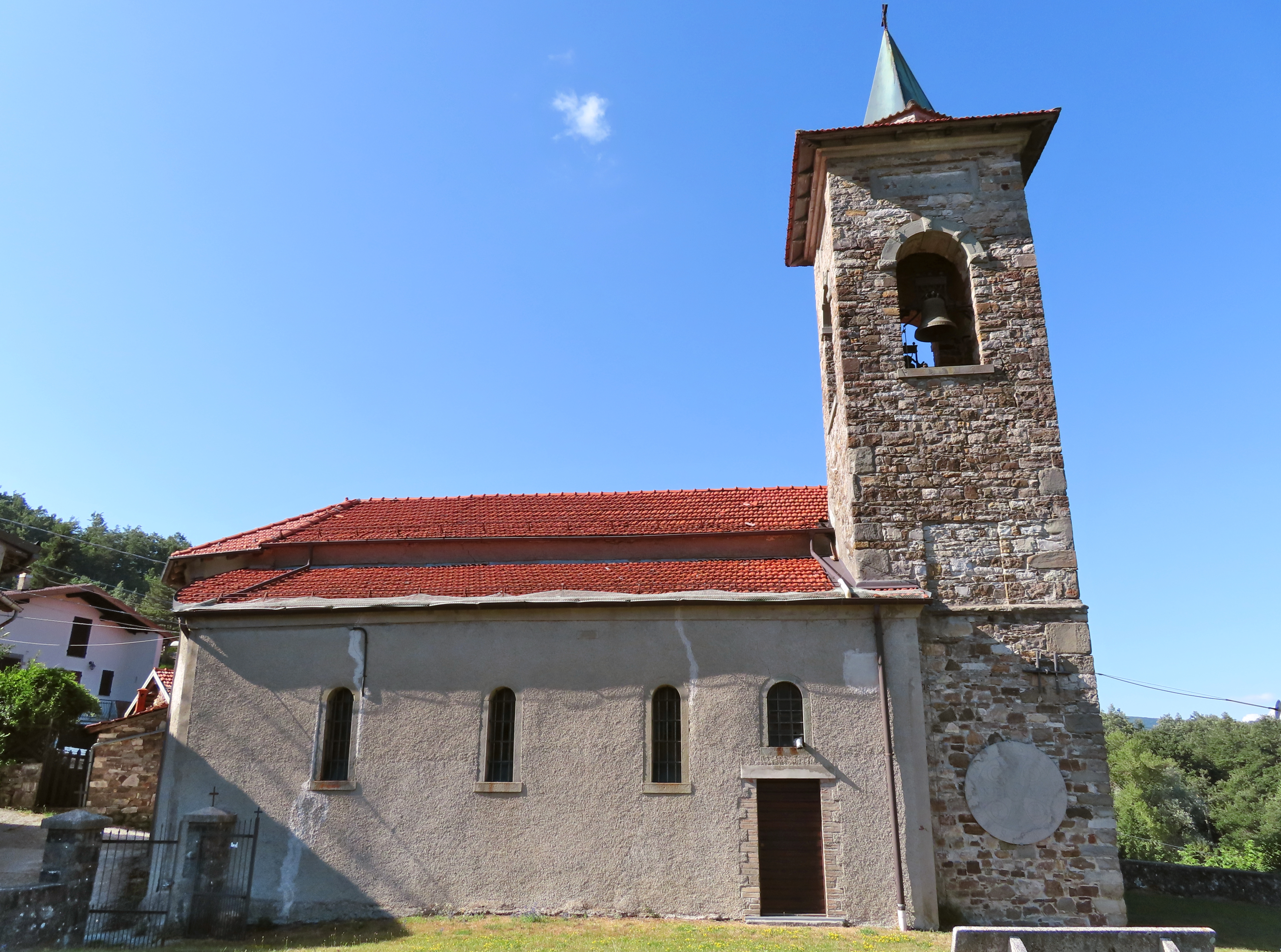
Chiesa di San Benedetto

Menzionata per la prima volta nel 1230, la chiesa fu ingrandita tra il 1816 e il 1819 e nuovamente tra il 1933 e il 1934, con la realizzazione delle cappelle laterali; danneggiata staticamente da una frana nel 1920 e dai lavori di ampliamento del decennio successivo, fu consolidata strutturalmente nel 2010. L'edificio, caratterizzato dalla facciata in pietra scandita da lesene a sostegno del frontone triangolare di coronamento, è internamente decorato con motivi neomedievali sulle pareti e sul soffitto a capriate lignee.

### Portale di casa Pizzati
Eseguito nel 1730, il portale in pietra ad arco a tutto sesto è caratterizzato dalla presenza di una decorazione in rilievo a motivi floreali, posta ai lati nei due capitelli dei piedritti e nel mezzo in chiave di volta.